# Pyrausta curvalis
Pyrausta curvalis là một loài bướm đêm trong họ Crambidae.